# Erdmann Friedrich von Schwerin
Erdmann Friedrich von Schwerin (* 11. November 1704 in Stolpe auf Usedom; † 17. April 1753 ebenda) war Landrat des Usedom-Wollinschen Kreises. Er war Erbe von Stolpe und Grellenberg, welches er jedoch 1741 ans sein Schwager Joachim Dietrich von Schmalensee verkaufte.
Erdmann Friedrich von Schwerin war der Sohn des Joachim Heinrich von Schwerin (1678–1724), Erbherrn auf Stolpe, und der Johanne Elisabeth von Horn (1673–1730), eine Tochter des Generalmajors Magnus Friedrich von Horn. Der Generalmajor Carl Magnus von Schwerin war sein jüngerer Bruder.
Er immatrikulierte sich am 21. Februar 1721 an der Universität Greifswald. Um 1745 wurde er als Nachfolger des Axel Albrecht von Maltzahn zum Landrat für Usedom und Wollin ernannt. Kurz vor seinem Tod bat er Friedrich II. um Unterstützung für seine Familie. Er hinterließ größere Schulden. Mit ihm starb die Stolper Linie der Familie Schwerin im Mannesstamm aus.
Erdmann Friedrich von Schwerin war mit Sophie Margarethe von Lepel verheiratet. Sie hatten drei Töchter, von denen Sophie Elisabeth Dorothea mit seinem Nachfolger als Landrat Gregorius Friedrich von Schmalensee verheiratet war, der auch den Stolper Besitz übernahm.